# Marathon van Eindhoven 1991
De marathon van Eindhoven 1991 werd gelopen op zondag 13 oktober 1991. Het was de achtste editie van deze marathon. Het was na 1959 de tweede keer in de geschiedenis van deze wedstrijd dat hij op een oneven jaar werd georganiseerd. De wedstrijd werd gelopen onder bijna ideale omstandigheden.
De Wit-Rus Vladimir Kotov kwam bij de mannen als eerste over de streep in 2:14.03. John Vermeule deed een poging onder de olympische limiet van 2:11.30 te lopen. Dit mislukte en hij finishte als achtste in 2:16.46. De Nederlandse Mieke Hombergen won de wedstrijd bij de vrouwen in 2:46.28. Dit was haar tweede overwinning in Eindhoven, want het jaar ervoor finishte ze eveneens als eerste in 2:44.59.

## Uitslagen

### Mannen
| rang   | naam                 | land | tijd    |
| ------ | -------------------- | ---- | ------- |
| Goud   | Vladimir Kotov       | BLR  | 2:14.03 |
| Zilver | Leonid Tikhonov      | URS  | 2:15.01 |
| Brons  | Sebio Sikanyka       | ZAM  | 2:15.11 |
| 4      | Czeslaw Najmowicz    | TCH  | 2:15.22 |
| 5      | Wojciech Wieckowski  | POL  | 2:15.44 |
| 6      | Jean-Pierre Paumen   | BEL  | 2:16.26 |
| 7      | Francis Mukaka       | ZAM  | 2:16.37 |
| 8      | John Vermeule        | NED  | 2:16.46 |
| 9      | Aleksandr Belyayev   | RUS  | 2:16.49 |
| 10     | Yuriy Kuzmin         | RUS  | 2:17.14 |
| 11     | Miroslaw Golebiewski | POL  | 2:18.43 |
| 12     | Mikhail Dobrokhotov  | RUS  | 2:18.56 |
| 13     | Marc van Rooy        | NED  | 2:19.18 |

### Vrouwen
| rang   | naam            | land | tijd    |
| ------ | --------------- | ---- | ------- |
| Goud   | Mieke Hombergen | NED  | 2:46.28 |
| Zilver | Dana Hajna      | CZE  | 2:51.01 |
| Brons  | Jeanne Jansen   | NED  | 2:54.57 |

1959 ·
1960 ·
1982 ·
1984 ·
1986 ·
1988 ·
1990 ·
1991 ·
1992 ·
1993 ·
1994 ·
1995 ·
1996 ·
1997 ·
1998 ·
1999 ·
2000 ·
2001 ·
2002 ·
2003 ·
2004 ·
2005 ·
2006 ·
2007 ·
2008 ·
2009 ·
2010 ·
2011 ·
2012 ·
2013 ·
2014 ·
2015 ·
2016 ·
2017 ·
2018 ·
2019 ·
2020 ·
2021 ·
2022 ·
2023 ·
2024 ·
2025